# Орк'ярве (природна територія)
Природна територія О́рк'ярве (ест. Orkjärve loodusala) — природоохоронна територія в Естонії, у волості Сауе повіту Гар'юмаа. Входить до Європейської екологічної мережі Natura 2000.

## Основні дані
KKR-код: RAH0000443
Міжнародний код: EE0010133
Загальна площа — 1161,1 га, площа водойм становить 8,9 га.
Територія утворена 5 серпня 2004 року..

## Розташування

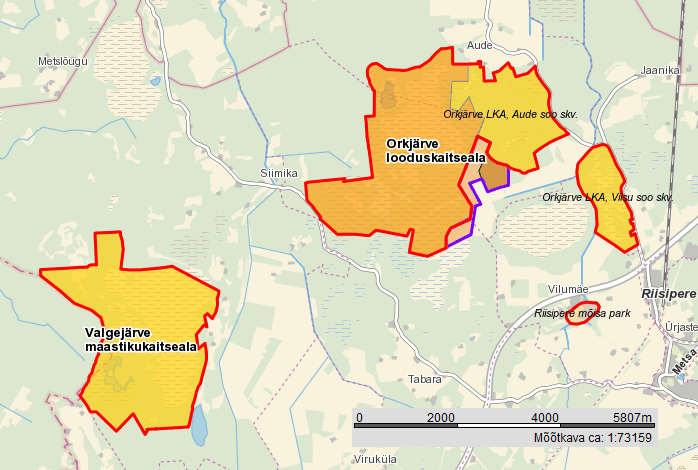
Територія природного заповідника Орк'ярве

Природоохоронний об'єкт заснований на землях, що належать селам Ауде, Вілумяе, Сійміка, Табара та Яаніка.
На території природної області частково або повністю розташовані охоронювані об'єкти:
- Природний заповідник Орк'ярве
- Місце постійного проживання глушця в Ребаземяе[5][6]

## Мета створення
Метою створення території є збереження 9 типів природних оселищ:
| Код   | Тип оселища                                                                 | Площа, га |
| ----- | --------------------------------------------------------------------------- | --------- |
| 3160  | Природні дистрофні озера та стави                                           | 9         |
| 7110* | Активні верхові (оліготрофні) болота                                        | 230       |
| 7140  | Перехідні трясовини та сплавини                                             | 200       |
| 7150  | Западини на торф'яних субстратах з Rhynchosporion                           | 0         |
| 7210* | Карбонатні низинні болота з видами Cladium mariscus та Caricion davallianae | 12        |
| 7230  | Лужні низинні болота                                                        | 259       |
| 9010* | Західна тайга                                                               | 8         |
| 9080* | Феноскандійські листопадні заболочені ліси                                  | 178       |
| 91D0* | Заболочені ліси                                                             | 72        |

На території охороняються види рослин: зозулині черевички справжні (Cypripedium calceolus) та естонський підвид сосюреї альпійської (Saussurea alpina ssp. esthonica), які належать відповідно до II та III охоронних категорій (Закон Естонії про охорону природи).